# Ctenochromis
Ctenochromis ist eine Fischgattung aus der Familie der Buntbarsche (Cichlidae), die im Einzugsbereich des Pangani im Nordosten Tansanias vorkommt.

## Merkmale
Die zwei Ctenochromis-Arten sind kleine Buntbarsche mit oval-langgestreckten Körpern und Längen von 6 bis 9 cm. Diagnostisches Kennzeichen der Gattung ist die Körperbeschuppung, die unterhalb der oberen Seitenlinie aus Kammschuppen besteht und oberhalb aus Rundschuppen. Die Schuppengröße wechselt auf den Körperseiten abrupt. Die Schuppen auf der Brust sind sehr klein. Auf beiden Seiten der Brust gibt es unmittelbar vor den Bauchflossen einen “nackten”, unbeschuppten Bereich. Die ein bis zwei (selten drei) Eiflecke auf der Afterflosse der Männchen sind nicht als Augenflecke ausgebildet.
Ctenochromis-Arten sind recht unscheinbar und meist grausilbrig oder graubraun gefärbt. Männchen werden etwas größer als die Weibchen und zeigen gegenüber den Weibchen nur unbedeutend auffälligere Färbungen. Ihre Flossen sind nur wenig größer.
Ctenochromis-Arten sind ovophile, maternale Maulbrüter.

## Systematik
Die Gattung Ctenochromis wurde 1893 zusammen mit Ctenochromis pectoralis, ihrer Typusart, durch den deutschen Zoologen Georg Pfeffer erstbeschrieben. Später wurden einige weitere Arten in die Gattung gestellt, so dass sie Anfang 2022 fünf Arten umfasste. Die Gattung war in dieser Zusammensetzung jedoch nicht monophyletisch. Die Typusart Ctenochromis pectoralis steht phylogenetisch an der Basis aller Haplochromini, Ctenochromis polli und Ctenochromis oligacanthus gehören zu einer Verwandtschaftsgruppe von Buntbarschgattungen aus dem südlichen Afrika, die abgeleitet von der Gattung Serranochromis den provisorischen Namen „Serranochromini“ erhalten hat, und Ctenochromis horei ist nah mit Gnathochromis pfefferi verwandt und gehört damit zur Tribus Tropheini. In einer 2022 veröffentlichten Revision der Gattung wurde deshalb für Ctenochromis horei die neue Gattung Shuja eingeführt, mit Shuja horei als einziger Art, Ctenochromis polli und Ctenochromis oligacanthus wurden der Gattung Haplochromis zugeordnet und Ctenochromis luluae ist ein Synonym von Thoracochromis stigmatogenys. Außerdem wurde mit Ctenochromis scatebra eine weitere Ctenochromis-Art beschrieben.

## Arten
- Ctenochromis pectoralis Pfeffer, 1893
- Ctenochromis scatebra Genner, Ngatunga & Turner, 2022